# Miskolctapolcai vár
A miskolctapolcai vár mára elpusztult, elmosódott határvonalú földhalomvár a Bükk-vidék központi hegyeinek déli lejtőjén. Miskolctapolca szélén.

## Elhelyezkedése
A vár nem maradt fent, csupán a Miskolctapolca nyugati szélén fekvő, erdő borította, 225 méter magas Várhegy őrzi emlékét. Tetejére a sárga háromszög jelzésű turistaút vezet.

## Története
Az 1890-es évektől 1950-ig a várhegy északnyugati oldalán mészkő-bányászatot folytattak, 2002 óta áll helyi védelem alatt. Itt található a Viktória-barlang, illetve a Fecske-lyuk is.

## Feltárása
A várhegyen Hellebrandt Magdolna végzett ásatást az 1970-es években, majd 2007-ben Nagy Levente végzett helyszíni szemlét. Az ásatások a késő bronzkorban létrejött földvár jelenlétét valószínűsítik, de római kori szórványleletek is előkerültek.